# Frederick Kempe
Frederick Kempe (født 5. september 1954) er en amerikansk journalist, forfatter og kommentator. Han er præsident og CEO i Atlantic Council.

## Bøger på dansk
- Berlin 1961 : Kennedy, Khrusjtjov og det farligste sted på jorden (Berlin 1961: Kennedy, Khrushchev and the Most Dangerous Place on Earth), 2012